# Jerzy Pawłowski
Jerzy Władysław Pawłowski (Warschau, 25 oktober 1932 - Warschau, 11 januari 2005) was een Pools schermer.
Pawłowski werd met de sabel in 1968 olympisch goud individueel en in 1956 zilver, Pawłowski won met het sabelteam in 1956 en 1960 olympisch zilver en in 1964 brons. Pawłowski werd driemaal wereldkampioen individueel en viermaal wereldkampioen met het team.

## Resultaten

### Olympische Zomerspelen
| Jaar | Plaats      | Resultaten                                           |
| ---- | ----------- | ---------------------------------------------------- |
| 1952 | Helsinki    | 5e sabel team HF poulefase sabel KF poulefase floret |
| 1956 | Melbourne   | sabel team sabel                                     |
| 1960 | Rome        | sabel team 6e sabel                                  |
| 1964 | Tokio       | sabel team 9e sabel 5e degen team                    |
| 1968 | Mexico-stad | sabel 5e sabel team                                  |
| 1972 | München     | 5e sabel team HF poule sabel                         |

### Wereldkampioenschappen schermen
| Jaar | Plaats       | Resultaten         |
| ---- | ------------ | ------------------ |
| 1953 | Brussel      | sabel sabel        |
| 1954 | Luxemburg    | sabel sabel        |
| 1957 | Parijs       | sabel · sabel team |
| 1958 | Philadelphia | sabel team         |
| 1959 | Boedapest    | sabel team · sabel |
| 1961 | Turijn       | sabel team         |
| 1962 | Buenos Aires | sabel team · sabel |
| 1963 | Gdansk       | sabel team · sabel |
| 1965 | Parijs       | sabel              |
| 1966 | Moskou       | sabel              |
| 1967 | Montreal     | sabel sabel        |
| 1969 | Havana       | sabel team         |
| 1970 | Ankara       | sabel team         |
| 1971 | Wenen        | sabel              |

1896: Ioannis Georgiadis ·
1900: Georges de la Falaise ·
1904: Manuel Díaz ·
1906: Ioannis Georgiadis ·
1908: Jenő Fuchs ·
1912: Jenő Fuchs ·
1920: Nedo Nadi ·
1924: Sándor Pósta ·
1928: Ödön Tersztyánszky ·
1932: György Piller ·
1936: Endre Kabos ·
1948: Aladár Gerevich ·
1952: Pál Kovács ·
1956: Rudolf Kárpáti ·
1960: Rudolf Kárpáti ·
1964: Tibor Pézsa ·
1968: Jerzy Pawłowski ·
1972: Viktor Sidjak ·
1976: Viktor Krovopoeskov ·
1980: Viktor Krovopoeskov ·
1984: Jean-François Lamour ·
1988: Jean-François Lamour ·
1992: Bence Szabó ·
1996: Stanislav Pozdnjakov ·
2000: Mihai Covaliu ·
2004: Aldo Montano ·
2008: Zhong Man ·
2012: Áron Szilágyi ·
2016: Áron Szilágyi ·
2020: Áron Szilágyi ·
2024: Oh Sang-uk